# Jörg Schadt
Jörg Schadt (* 9. Mai 1937 in Karlsruhe) ist ein deutscher Historiker und Archivar. Er war von 1975 bis 2000 Leiter des Stadtarchivs Mannheim.

## Leistungen
Schadt studierte Geschichte, Geographie und Anglistik an den Universitäten Heidelberg und Sheffield. 1966 promovierte er in Heidelberg bei Werner Conze mit einer Arbeit über die Sozialdemokratische Partei in Baden von den Anfängen bis zur Jahrhundertwende (1868–1900). In die Dienste der Stadt Mannheim trat er 1964 ein, um eine Dokumentation der Verfolgung jüdischer Mitbürger der Stadt Mannheim zwischen 1933 und 1945 aufzubauen. Er absolvierte ab 1965 das Archivreferendariat in Marburg und Karlsruhe, um dann wieder in Mannheim am Stadtarchiv tätig zu werden. 1970 wurde er Stadtarchivrat, ein Jahr später zum Stadtarchivoberrat ernannt. Nach Ausscheiden des damaligen Leiters Johannes Bleich wurde er 1975 zu dessen Nachfolger bestellt. Ihm gelang ein deutlicher Personalausbau beim Stadtarchiv, indem er, anders als sein Vorgänger, sich verstärkt der historischen Bildungs- und Öffentlichkeitsarbeit widmete. Er schrieb zahlreiche Bücher zur Geschichte Südwestdeutschlands und Mannheims und veröffentlichte sie in den von ihm begründeten Schriftenreihen des Stadtarchivs. Ab 1986 war er zweiter stellvertretender Vorsitzender des Südwestdeutschen Arbeitskreises für Stadtgeschichtsforschung; 1987 wurde er zum Leitenden Stadtarchivdirektor ernannt. Er wurde u. a. in die Kommission für geschichtliche Landeskunde in Baden-Württemberg berufen. Nach seiner Pensionierung half er, das Stadtarchiv Schwetzingen zu professionalisieren. Eine Festschrift zu seinen Ehren erschien anlässlich seines 65. Geburtstags. Ende 2000 wurde Ulrich Nieß als Nachfolger zum Leiter des Stadtarchivs Mannheim ernannt, das 2004 den Namenszusatz Stadtarchiv Mannheim – Institut für Stadtgeschichte erhielt und im März 2018 in MARCHIVUM umbenannt wurde.

## Schriften (Auswahl)
- Hrsg. mit Hans-Peter Becht: Wirtschaft – Gesellschaft – Städte. Festschrift für Bernhard Kirchgässner zum 75. Geburtstag, Verlag Regionalkultur, Ubstadt-Weiher 1998, ISBN 3-929366-82-7.
- mit Hermann Weber: Politik für Mannheim. 100 Jahre SPD-Gemeinderatsfraktion, Mannheim 1978.
- Die Sozialdemokratische Partei in Baden. Von den Anfängen bis zur Jahrhundertwende (1868–1900). Hannover 1971 (zugleich: phil. Diss., Universität Heidelberg, 1966).